# Pabellón de Venezuela en la Expo 1992
El Pabellón de Venezuela en la Expo '92 fue el edificio que representó al país sudamericano en la Exposición Universal realizada en Sevilla, España, en 1992. Se caracterizó por ser totalmente desplegable en su plaza exterior, y con su otro centro en una producción audiovisual al interior de su estructura.

## Historia
La Exposición Universal de Sevilla fue organizada como parte de los eventos conmemorativos del quincentenario del Descubrimiento de América. Venezuela confirmó su asistencia a tan importante evento en marzo de 1987, siendo el séptimo país en hacerlo. Pese a serle ofrecido un sitial en la llamada Plaza de América de la isla de la Cartuja, finalmente optó por ir en solitario, decantándose por un pabellón propio.
En 1989, el Gobierno venezolano designó a Gustavo Roosen como Ministro de Educación, encargándole además la gestión de los actos relacionados con la conmemoración del Quincentenario. La comisión que presidió el ministro convocó un concurso para determinar la propuesta arquitectónica que representaría al país en el evento, escogiéndose en junio de 1990 la propuesta presentada por Hernique Hernández —galardonado con el Premio Nacional de Arquitectura en 1988— junto con Ralph y Marcel Erminy.
El proyecto de los arquitectos fue presentado oficialmente en noviembre de ese año, y se basó en la aplicación del concepto de la «estructura transformable» desarrollada en el Instituto de Desarrollo Experimental de la Construcción de la Universidad Central de Venezuela por Carlos Hernández y Wacław Zalewski, y consistió en un pabellón organizado en dos zonas distintas: una plaza externa con un espectáculo cromático con un total de 36 mástiles desplegables y una teatro-auditorio con salas de exposición integradas.
Debido a los altos costos de construcción que había en España para ese momento, se tomó la decisión de construir la estructura tanto de la plaza como del auditorio en Venezuela y después transportarla desarmada al sitio de la Exposición. Las empresas estatales Venalum y Alcasa donaron los materiales necesarios, Alcanven hizo las pruebas de resistencia de las cerchas, y Aluminios de Barquisimeto pintó y acondicionó los materiales, todo bajo la supervisión de Fundalum. El proceso de concepción, diseño, ingeniería, producción y ensamblaje de todo el pabellón fue hecho entre julio de 1990 y mayo de 1991, fecha en que es transportada en su totalidad a Sevilla. Para los organizadores, fue una oportunidad para hacer una demostración de las capacidades tecnológicas del país, así como de su industria del aluminio.

## Estructura y características
El pabellón se localizaba en el entonces Camino de las Acacias (hoy Leonardo da Vinci 7), adyacente a los edificios de Rusia, Canadá, Mónaco, Sri Lanka, Suiza, Checoslovaquia, la ONCE y la Fujitsu, en una parcela de 2000 m². La estructura de 6.475 piezas llegó a Sevilla embalada en tres cajas de gran tamaño, siendo cada área desplegada e instalada por separado y simultáneamente en la parcela en tan sólo trece horas. Una vez desplegados, los mástiles fueron atornillados ala base de hormigón. Dado el carácter temporal del evento, se concibió de esta forma para que luego se replegara y reensamblara de regreso a Venezuela, aunque en principio tuvieron la idea de que eso sucediese diariamente.
La parte exterior que constituía una de las unidades del pabellón, llamada «Plaza de la Realidad Virtual», tuvo instalados 36 mástiles fabricados en duraluminio con banderolas y velámenes de colores en sus puntos más altos, a modo de palmeras, creando un cubo virtual envolvente. Los velámenes, de color azul cobalto, verde cromo, rojo y gris, se colocaron en direcciones contrarias, y servían como sobra a la plaza. El suelo formaba una curvatura suave ascendente y recubierta con la Inducción cromática de doble frecuencia de Carlos Cruz-Diez, la cual guiaba hacia el interior del edificio a través de un Paso cromosaturado, también de su creación.
El edificio, por su parte, tenía que ver en su mayor parte por la Sala Audiovisual, la cual estaba conectada con la Plaza a través de una sala de espera en la cual lo visitantes esperaban el inicio de cada función. En dicho auditorio, con aforo para 254 espectadores (250 sentados y cuatro en silla de ruedas) y una pantalla de 14 x 20 metros, se reproducía una película de 70 mm y quince minutos de duración titulada Venezuela, Tierra de Gracia, con guion de Arturo Uslar Pietri y producida por Venevisión, que mostraba el patrimonio cultural y paisajístico del país.
El espacio guiaba desde la Sala Audiovisual a la Sala de Exposición, en la cual había muestras fotográficas de la flora y fauna de Venezuela, además de panoramas de sus regiones naturales. La exposición también tenía una zona de ventas de libros sobre la actualidad venezolana, entre los que se incluyó el catálogo de la Biblioteca Ayacucho, obras albergadas en la Galería de Arte Nacional, entre otros. En esta sala también se podía apreciar el Cubo de nylon, obra de arte cinético de Jesús Soto. En los patios exteriores del pabellón se podían apreciar también tres esculturas de Cornelis Zitman: Caribeña, Niña en hamaca y Niño con perrita, que representan el mestizaje del pueblo venezolano.
El día de Venezuela en la Exposición se celebró el 24 de julio. Entre los actos relacionados estuvo la colocación de una ofrenda floral al Monumento a Simón Bolívar de la ciudad, y un repertorio musical a cargo de la Schola Cantorum y el Orfeón Universitario, así como una actuación de Oscar D'León en el Palenque.
El pabellón terminaría siendo valorado como un ejemplo de cómo las estructuras transformables pueden contribuir a las tecnologías de la construcción vigentes para el momento, además de ser considerado por Azier Calvo Albizu como «el más coherente y ajustado de los pabellones presentados por Venezuela en exposición universal alguna».

## Actualidad
Como casi todos los edificios representativos de países en la Exposición, el de Venezuela fue desmontado luego de culminado el evento en octubre de 1992. El lugar permaneció sin uso durante años hasta que la Sociedad General de Autores y Editores eligió el sitio y decidió unirlo con el antiguo pabellón vecino de Rusia para la construcción de un auditorio multiusos, la cual inicialmente comenzaría en 2003. Sin embargo, fue en 2007 que empezaron las obras que finalizaron en 2012. Luego de una serie de problemas de rentabilidad y pleitos legales, el espacio fue finalmente inaugurado como el Cartuja Center CITE en febrero de 2018, siendo el espacio de espectáculos más moderno de Sevilla.